# Błąd indeksu
Błąd indeksu – błąd wynikający z błędnego położenia miejsca zera na limbusie koła pionowego.
Wszystkie teodolity i tachimetry mogą być obarczone błędem indeksu. Błąd ten jest możliwy do wyeliminowania poprzez pomiar w dwóch położeniach lunety lub – co pozwala zaoszczędzić czas – redukując kierunki o wartość błędu wyznaczonego na podstawie kąta zenitalnego pomierzonego wcześniej w dwóch położeniach lunety.

## Wyznaczenie błędu
Jeżeli pomiar nie spełnia równania:
{\displaystyle KL+KP=400^{g},}
to znaczy, że instrument jest obarczony błędem indeksu i, którego wartość można wyznaczyć z wzoru:
{\displaystyle i={\frac {KL+KP-400^{g}}{2}},}
gdzie:
{\displaystyle KL} – odczyt na kole lewym,
{\displaystyle KP} – odczyt na kole prawym.

### Ustawianie lunety pod zadanym kątem
Aby ustawić lunetę pod zadanym kątem, wolnym od błędu indeksu, należy skorzystać z wzoru:
{\displaystyle z={\frac {KL+(400^{g}-KP)}{2}}.}

### Ustawianie lunety w poziomie
Aby ustawić lunetę w poziomie należy znać błąd indeksu i zastosować równanie:
{\displaystyle 100^{g}=KL-i.}